# Council on Foreign Relations
El  Council on Foreign Relations  (CFR) és una organització nord-americana no partidista, dedicada a la política exterior, fundada el 1921 i amb base en la 58 East 68th Street (a Park Avenue (Manhattan) en Nova York, amb una sucursal a Washington, DC. Molts creuen que es tracta de l'organització privada més poderosa per la seva influència en la política exterior dels Estats Units. Publica la revista bimestral  Foreign Affairs . Té una extensa pàgina web que proveeix enllaços a la seva think tank, el programa d'estudis David Rockefeller, altres programes i projectes, publicacions, història, biografies de directors notables i altres membres del directori, membres corporatius i notes de premsa.

## Publicacions del Council on Foreign Relations
- Council on Foreign Relations en associació amb el Canadian Council of Chief Executives i el Consell Mexicà d'Assumptes Internacionals.  Building a North American Community: Report of an Independent Task Force . Washington, DC: Council on Foreign Relations, 2005. (Task Force Observers: Sam Boutziouvis, Canadian Council of Chief Executives; Daniel Gerstein, Council on Foreign Relations, Lawrence Spinetta, Council on Foreign Relations, David Stewart-Patterson, Canadian Council of Chief Executives; diversos autors.)

### Llibres
- De Villemarest, Pierre, Danièle De Villemarest i William Wolf.  Facts and Chronicles Denied to the Public . Vol. 1. Slough, Berkshire, UK: Aquilion, 2004. ISBN 1-904997-00-7.
- Grose, Peter.  Continuing the Inquiry: The Council on Foreign Relations from 1921 to 1996 . New York: Council on Foreign Relations: 1996. ISBN 0-87609-192-3.
- Perloff, James.  The Shadows of Power: The Council on Foreign Relations and the American Decline. Appleton, WI: Western Islands, 1988. ISBN 0-88279-134-6.
- Schulzinger, Robert D.  The Wise Men of Foreign Affairs . Nova York: Columbia University Press, 1984. ISBN 0-231-05528-5.
- Shoup, Laurence H., and William Minter.  Imperial Brain Trust: The Council on Foreign Relations and United States Foreign Policy ]. 1977; New York: Authors Choice Press, 2004. ISBN 0-595-32426-6 (10). ISBN 978-0-595-32426-2 (13).
- Wala, Michael.  The Council on Foreign Relations and American Foreign Policy in the Early Cold War . Providence, RI: Berghann Books, 1994. ISBN 1-57181-003-X
- Griffin, G. Edward "The Creature From Jekyll Island" American Media, Westlake Village, Califòrnia 1994 ISBN 0-912986-18-2

### Articles
- Kassenaar, Lisa. "Wall Street s New Prize: Park Avenue Club House With World View".  Bloomberg , 15 de desembre de 2005. [Perfil del consell i els seus nous membres.]
- Mandel, Daniel i Assaf Romirowsky. "The Council on Foreign Relations Does the Middle East".  Middle East Quarterly  12/4 (tardor de 2005).
- Sanger, David I. "Iran's Leader Relishes 2nd Chance to Make Waves".  The New York Times , 21 de setembre de 2006, Foreign Desk: A1, col. 2 (Late ed.-Final), (TimesSelect subscription access).